# Kazimierz Sośnicki
Kazimierz Sośnicki (ur. 11 stycznia 1883 we Lwowie, zm. 11 czerwca 1976 w Gdańsku) – polski pedagog, dydaktyk, filozof, profesor Uniwersytetu Jana Kazimierza, Uniwersytetu Mikołaja Kopernika i Uniwersytetu Gdańskiego.

## Życiorys
Urodził się 11 stycznia 1883 we Lwowie. Był synem Maurycego, stolarza, i Emilii Delfiny z Pliszewskich, krawcowej.
W 1902 ukończył C. K. IV Gimnazjum we Lwowie. Studiował filozofię, fizykę i matematykę i nauki przyrodnicze na Uniwersytecie Lwowskim oraz w Paryżu, Lipsku, Wiedniu, Genewie i Zurychu. Podjął pracę w zawodzie nauczyciela 5 lutego 1907. Egzamin nauczycielski złożył 27 maja 1907. Pracował jako wykładowca matematyki, fizyki i filozofii w gimnazjach lwowskich, potem w Inst. Wyższym Naukowo-Wychowawczym (przygotowującym nauczycielki) w Sanoku.
W 1910 obronił pracę doktorską z filozofii i matematyki pt. „Wyjaśnienie i opis w badaniach naukowych”, Przegląd Filozoficzny, 13: 1910 zeszyty. l-2), napisaną pod kierunkiem Kazimierza Twardowskiego. Pracował jako egzaminowany zastępca nauczyciela w C. K. VII Gimnazjum we Lwowie, skąd 17 września 1907 został przeniesiony do C. K. Gimnazjum w Sanoku (wykładając matematykę, fizykę, propedeutykę filozofii, język francuski, stenografię)), 14 lipca 1908 mianowany nauczycielem rzeczywistym w szkole (formalnie od 1 września 1908) i pozostawał do 1913. 15 listopada 1911 jako rzeczywisty nauczyciel gimnazjalny otrzymał mianowanie na c. k. profesora gimnazjalnego. W 1911 wyjechał do Paryża, gdzie słuchał wykładów z filozofii, psychologii i pedagogiki, w 1912 przebywał w Berlinie, Lipsku, Wiedniu i Zurychu. W roku szkolnym 1912/1913 oraz 1913/1914, 1915/1916, 1916/1917 przebywając na urlopie jako profesor sanockiego gimnazjum, pełnił funkcję kierownika Prywatnego Gimnazjum Realnego w Borszczowie. Do 1917 był nauczycielem w gimnazjum w Sanoku. Równolegle wykładał matematykę w Instytucie Wyższym Naukowo-Wychowawczym przygotowującym dziewczęta do zawodu nauczycielskiego. Od 1 grudnia 1917 pracował w oddziałach równorzędnych C. K. IV Gimnazjum we Lwowie, od 1 września 1918 w C. K. VI Gimnazjum we Lwowie. W latach 20. był wizytatorem i naczelnikiem Wydziału II Szkolnictwa Średniego w Kuratorium Okręgu Szkolnego Lwowskiego. Sprawując to stanowisko został mianowany na okres trzyletni od 1928 do 1931 przewodniczącym komisji egzaminacyjnej dla eksternów przy Wyższym Kursie Nauczycielskim we Lwowie, odpowiadając za dziedziny historia i Polska współczesna.
Był członkiem wydziału koła Towarzystwa Szkoły Ludowej w Sanoku, został sekretarzem powołanego 8 grudnia 1910 sanockiego związku okręgowego TSL. Od 1908/1909 należał do Towarzystwa Nauczycieli Szkół Wyższych, 29 marca 1909 został ponownie wybrany członkiem wydziału sanockiego koła TNSW, pełnił w nim funkcję skarbnika. W 1924 figurował jako zastępca członka komisji rewizyjnej okręgu lwowskiego Towarzystwa Nauczycieli Szkół Średnich i Wyższych.
Zmarł 11 czerwca 1976. Został pochowany na Cmentarzu Srebrzysko w Gdańsku 15 czerwca 1976 (rejon III, taras IV, na skarpie, grób 1).

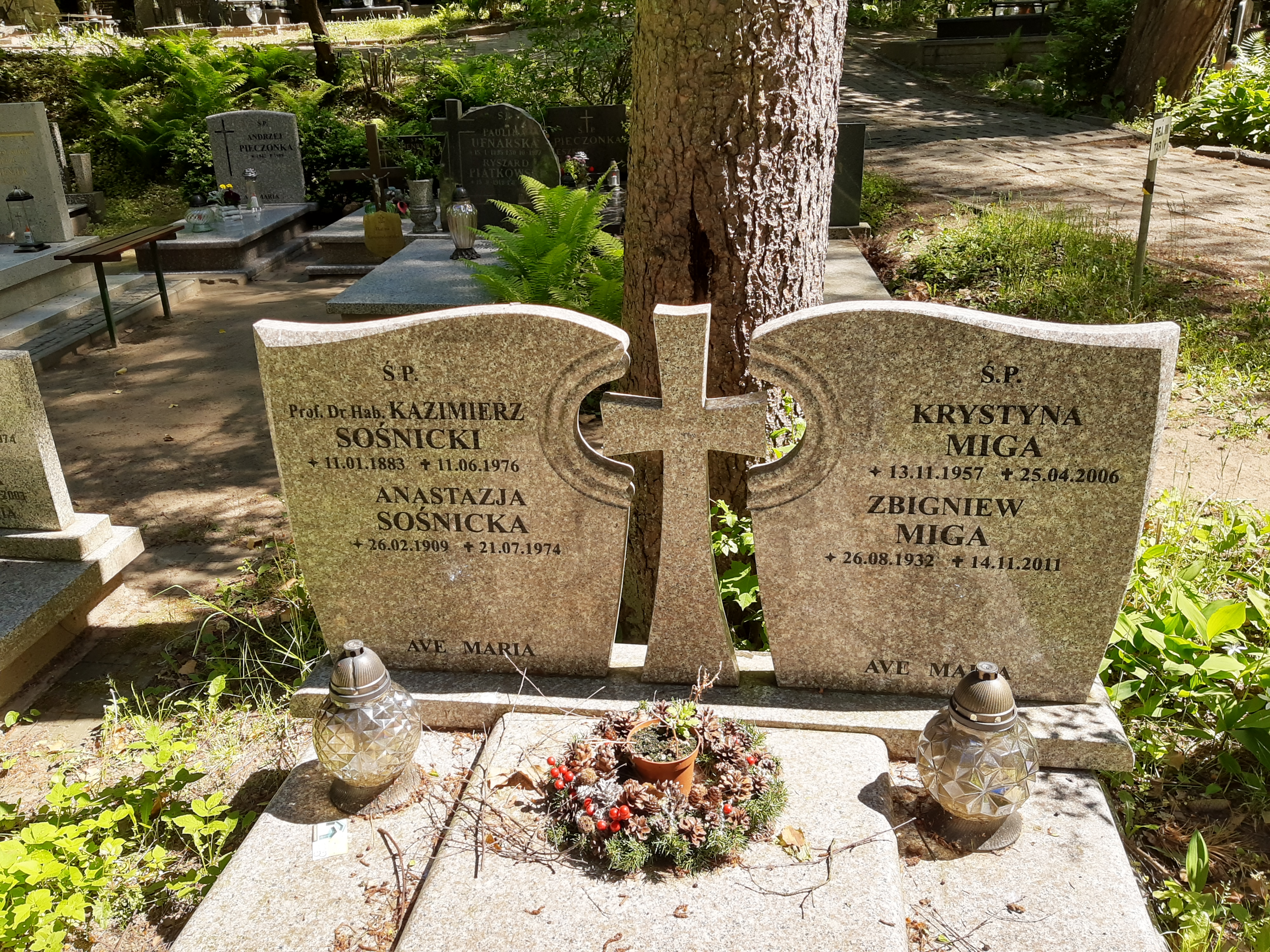
Grób prof. Kazimierza Sośnickiego na cmentarzu Srebrzysko

## Praca naukowa
Działał w Polskim Tow. Filozoficznym, opublikował Zarys logiki (1923) - podręcznik dla klas wyższych szkół średnich i Zarys dydaktyki (1925) - podręcznik dla seminariów nauczycielskich. Wykładał na wydziale humanistycznym Uniwersytetu Lwowskiego, wyjeżdżając w tym okresie niejednokrotnie za granicę.
Jako rozprawę habilitacyjną przedstawił Podstawy wychowania państwowego (1933), pierwszą w literaturze polskiej próbę filozoficznego ujęcia tego problemu. Za najważniejszy cel wychowania uznał wytworzenie zachowań przeciwdziałających kolizjom międzyludzkim. Wprowadził pojęcie etosu, tj. usankcjonowanego zbioru zasad, które kierują powstawaniem, przebiegiem i rozwiązywaniem owych kolizji. Wyróżnił trzy typy etosu: moralny (regulujący stosunek jednostki do jednostki), grupowy i państwowy. Wychowanie państwowe powinno zapewnić przyswojenie sobie przez młodzież etosu państwowego, opartego na zasadach współżycia i współdziałania obywateli. Książka została skrytykowana przez przedstawicieli Sanacji.
W latach 1934–1939, Sośnicki przygotował kilka artykułów w Encyklopedii wychowania, opublikował wiele opracowań i artykułów (w: Szkoła i Wiedza, Przegląd Pedagogiczny, Nauczycielski Poradnik, Kultura i Wychowanie). Pod koniec lat trzydziestych, Sośnicki przyjął poglądy narodowo-katolickie i sformułował nowe postulaty pedagogiczne, m.in. domagał się, by szkoła wychowywała moralnie w oparciu o religię. W listopadzie 1945, wraz z grupą lwowskich profesorów, przybył do Torunia i współtworzył tam nowy Uniwersytet Mikołaja Kopernika (UMK), gdzie zajął katedrę pedagogiki (do 1960). Był prodziekanem Wydziału Humanistycznego UMK (1945/1946).
W 1946 roku został mianowany profesorem nadzwyczajnym pedagogiki, trzy lata potem - profesorem zwyczajnym, w 1953 roku - doktorem nauk humanistycznych. Z tego okresu pochodzą podręczniki Zwięzły zarys pedagogiki ogólnej (Inowrocław 1946, wyd. 2, Tor. 1948) oraz Dydaktyka ogólna (Tor. 1949, wyd. 2 zmienione, Wr. 1959). Jego praca spotkała się tymczasem z krytyką ze strony władz prosowieckich.
W 1960 roku Sośnicki przeszedł na emeryturę i przeniósł się do Gdańska, nie zaprzestając działalności naukowej i pedagogicznej. Zbudował własną teorię wychowania, według której pedagogika jest nauką filozoficzną (w odróżnieniu od normatywności poszczególnych systemów pedagogicznych), powinna stosować precyzyjną analizę formalną swego aparatu pojęciowego, rozpatrywać badane zjawiska w kontekście struktury, której część stanowią i w ujęciu porównawczym.

## Spuścizna
Sośnicki nie znalazł wielu kontynuatorów swej metody badawczej (przede wszystkim Karol Kotłowski), ale osiągnął autorytet naukowy, a wpływ niektórych jego poglądów widać u wielu badaczy. Był dwukrotnie żonaty. Dziś istnieje Prywatne Muz. Pedagogiczne im. prof. K. Sośnickiego oraz Archiwum i Centrum Dokumentacji Twórczości prof. K. Sośnickiego (w Gdańsku). Uczniem Sośnickiego był wybitny pedagog socjalny Jerzy Materne, który zapisał się w historii jako twórca klasyfikacji szczegółowej rodzajów wiedzy o wychowaniu.

## Odznaczenia i ordery
polskie
- Krzyż Oficerski Orderu Odrodzenia Polski (1958)
- Złoty Krzyż Zasługi
- Medal 10-lecia Polski Ludowej
- Medal Komisji Edukacji Narodowej

austro-węgierskie
- Medal Jubileuszowy Pamiątkowy dla Cywilnych Funkcjonariuszów Państwowych (przed 1914)[20]
- Krzyż Jubileuszowy dla Cywilnych Funkcjonariuszów Państwowych (przed 1912)[21][a]